# Oxymeris maculata
Oxymeris maculata is een slakkensoort uit de familie Terebridae. De wetenschappelijke naam werd gepubliceerd in 1758 door Carl Linnaeus in de tiende editie van Systema naturae.